# Julián Javier
Manuel Julián Javier Liranzo (nacido el 9 de agosto de 1936 en San Francisco de Macorís) es un ex segunda base dominicano que jugó en las Grandes Ligas de Béisbol. Javier militó en los Cardenales de San Luis (desde 1960 hasta 1971) y en los Rojos de Cincinnati (1972). Es el padre del también exjugador de Grandes Ligas Stanley Javier.

## Carrera
Javier fue un buen bateador de contacto, quien se caracterizaba por batear rectas alta. También fue bueno haciendo hit and run, y uno de los mejores tocadores en la liga. Fue muy bueno contra lanzadores zurdos. Un corredor inteligente, que corría lo suficientemente rápido fuera del plato para evitar jugadas de doble matanza, y nunca dudó en tomar base extra. Como segunda base, Javier era un maestro en el manejo de rodados lentos, con buen brazo para ambos lados, y era muy acertado en el enganche del giro mientras el contrario corría a sus espaldas en el cuadro interior. Hacía doble play con mucha facilidad y sin temor alguno.
El 9 de julio de 1963, Javier y sus compañeros de equipo Bill White (primera base), Dick Groat (campo corto), y Ken Boyer (tercera base), se pusieron de acuerdo para hacer una combinación perfecta en el infielder de los Cardenales en el Juego de Estrellas de la Liga Nacional de ese año. Jugó de nuevo en el Juego de Estrellas de 1968. El mismo año, fue considerado como el Jugador Más Valioso.
Un bateador de .333 en diecinueve partidos de la Serie Mundial, Javier conectó un cuadrangular de tres carreras en el séptimo partido de la Serie Mundial de 1967, para ayudar al lanzador Bob Gibson a ganar su tercer partido de la serie contra los Medias Rojas de Boston y darle el Campeonato Mundial a los Cardenales.
En su carrera de 13 temporadas, Javier bateo .257 con 78 jonrones, 506 carreras impulsadas, 722 carreras anotadas, 216 dobles, 55 triples, y 135 bases robadas en 1.622 juegos.
Javier (llamado Hoolie por sus compañeros de equipo) y apodado además por Tim McCarver como "The Phantom" ("El Fantasma" en español), por la capacidad que tenía de evitar que los corredores se deslizaran en la segunda base. Javier está en el Salón de la Fama de la  liga Triple-A en Columbus, Ohio, por su notable desempeño con los Columbus Jets mientras jugaba para el equipo de ligas menores afiliados de los Piratas de Pittsburgh.

## Vida personal
Javier estuvo casado con Inés Negrín, con quien tuvo cinco hijos: Julieta, José Julián, Stanley, Susy Alexandra, y Lynette. Actualmente está casado con Yolanda Then Tobal. Su hijo mayor Manuel Julián Javier, es un ingeniero en Santiago. Otro de sus hijos Stan Javier jugó en las Grandes Ligas por dieciocho años. Otro hijo, Julian J Javier, es un cardiólogo en Naples, Florida.
Julián Javier fundó la Liga Khoury en República Dominicana, después cambió su nombre a Liga Roberto Clemente en honor a la leyenda de los Piratas de Pittsburgh Roberto Clemente. También fundó la  Liga de Verano, una liga de béisbol  profesional con cuatro equipos  en las ciudades de Santiago, Puerto Plata, La Vega y San Francisco  de Macorís, que estuvo vigente desde 1975 hasta 1978. También fundó, con  la ayuda de su hijo Stanley, los Gigantes del  Cibao, uno de los equipos de expansión de la Liga Invernal de Béisbol en la República Dominicana.
El Estadio Julián Javier, que se encuentra en la ciudad natal de Julián Javier lleva su nombre, y es el campo de los Gigantes del Cibao. Fue elegido el segunda base de todos los tiempos para las Águilas Cibaeñas, donde terminó con un promedio de bateo de 253. En la Liga Dominicana era apodado "El Orgullo del Jaya" y su número (el 25) se retiró en el béisbol dominicano. Javier fue exaltado al Pabellón de la Fama del Deporte Dominicano en 1978; su hijo Stanley fue incluido 31 años, después en 2009.